# Чивитела Алфедена
Чивитѐла Алфедѐна (на италиански: Civitella Alfedena, на местен диалект Civëtèlla, Чивътела) е село и община в Южна Италия, провинция Акуила, регион Абруцо. Разположено е на 1123 m надморска височина. Населението на общината е 315 души (към 2010 г.).